# Wykres Edgewortha

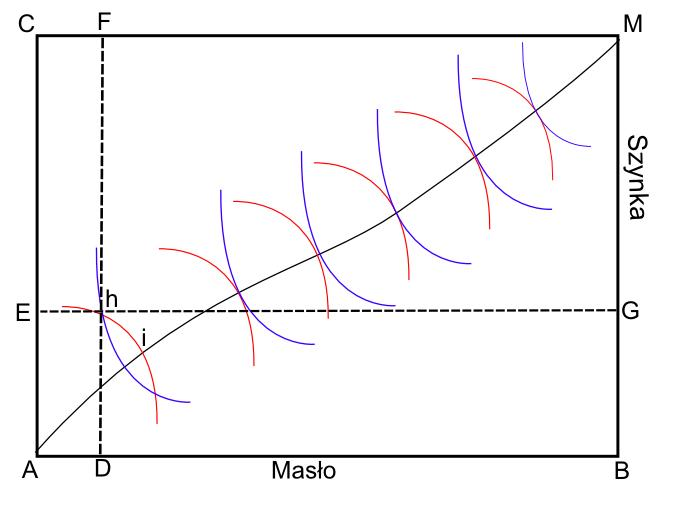
Na wykresie nałożono na siebie układy współrzędnych dwóch osób, Anny i Marka, w następujący sposób:
– początkiem układu współrzędnych Marka jest punkt M, Anny – punkt A,
– czerwone krzywe obojętności należą do Marka, niebieskie do Anny,
– na każdej z osi zaznaczona jest konsumpcja jednego z dóbr: masła (osie AB i CM) bądź szynki (osie AC i BM).
Czarna linia AM (krzywa kontraktu) wyznacza punkty, w których występuje optymalna efektywność w sensie Pareta, gdyż krańcowe stopy substytucji jednego dobra drugim Anny i Marka będą w tych punktach równe (krzywe obojętności są do siebie styczne). W punkcie „h”, nieleżącym na linii AM Anna może zwiększyć swoją użyteczność konsumując więcej masła i mniej szynki, przesuwając się tym samym do punktu „i”. W sytuacji tej będziemy przesuwać się po tej samej krzywej obojętności Marka – jego użyteczność się nie zmieni, co oznacza, że sytuacja h jest nieefektywna w rozumieniu Pareta.

Wykres Edgewortha (inaczej skrzynka Edgewortha) – jeden ze sposobów graficznej prezentacji optymalności w sensie Pareto, autorstwa irlandzkiego ekonomisty Francisa Edgewortha. Pokazuje możliwe kombinacje alokacji dóbr między dwie osoby, prezentując zarówno optymalne, jak i nieoptymalne kombinacje.